# Старая Шентала
Ста́рая Шентала́ — село в Шенталинском районе Самарской области. Административный центр сельского поселения Старая Шентала.
Расположено на реке Кондурча в 5 км к юго-юго-востоку от железнодорожной станции Шентала, расположенной в райцентре Шентала.

## История
Первоначальное название — Богоявлинское.
В 1827 году была построена каменная церковь и освящена во имя Богоявления Господня. При церкви имелась земля 99 десятин, библиотека, которая насчитывала 223 тома.
В 1861 году село было центром Шенталинской волости Бугульминского уезда.
С возникновением земства в селе находилась земская станция, (почта), был фельдшер. В то время Старая Шентала была крупным селом, где находилось волостное правление, волостной суд, по субботам собирался базар; находился здесь сборный пункт военно-конского участка. В селе были 2 водяные мельницы, маслобойка.
По переписи населения 1897 года в селе проживали 1905 человек.
В 1911 году, в связи со строительством Волго-Бугульминской железной дороги, рядом с селом была построена станция «Шентала».

## О происхождении названия
При строительстве железной дороги Симбирск — Уфа (более точно: Мелекесс — Чишма) в период 1907—1914 гг. часто давали названия новым станциям и разъездам по названиям тех  (уже  существовавших) близлежащих населённых пунктов, из которых на данный отрезок путевого строительства привлекалась рабочая сила ( со своими лошадьми и телегами,   для сооружения насыпи под железнодорожное полотно ). Название железнодорожной станции «Шентала» было дано по этому же принципу. Следовательно, распространённые ( даже вплоть  до  официального  сайта 
Администрации  Шенталинского района Самарской области ! ) домыслы о том, что «название ж.- д. станции Шентала было дано немецкими инженерами/военнопленными, впечатлившимися  красотой места» не выдерживают критики. Ни о какой «красивой долине» (по-немецки: «Schönthal») в сплошных лесных зарослях не могло быть и речи. Но и к названию более старого села [ Старая ] Шентала немецкоязычных людей тоже нельзя считать причастными. Намного более вероятным следует считать переселение крестьян из сёл Степная Шентала, Служилая Шентала и Подлесная Шентала, которые и поныне существуют вдоль берегов речки Шентала и её притока Шенталка, протекающих по территории Алексеевского и Чистопольского районов Татарстана.
Будучи в подавляющем своём большинстве не только неграмотными, но и нерусскоязычными, переселенцы XIX века нередко называли между собой недавно основанные сёла, в которые переселялись, названием того населённого пункта, из которого были родом (а не тем официальным, чаще всего русскоязычным, названием, которое фигурировало в документах чиновников). В связи с этим примечательно, что на некоторых картах Бугульминского уезда Самарской губернии второй половины 1800-х годов волостное село, явно расположенное на месте нынешней Старой Шенталы, поименовано как Подлесная Шентала.
В документах 1859 года ныне практически нежилая деревня Новая Шентала официально именуется как Липовка. Село Костюнькино, входящее в состав нынешнего сельского поселения Артюшкино, даже в позднесоветское время имело неофициальное "народное" название Васькино. Следовательно, официальное присвоение нынешних названий селу Старая Шентала и деревне Новая Шентала во второй половине XIX — начале XX веков следует считать «узаконением» укоренившихся местных народных названий.(Относительно происхождения наименования самой речки Шентала мнения различны. Высказываются предположения как о тюркоязычном, от чувашского «шăнт(а)-лă» («холодное, студёное, мёрзлое, заледенелое»), так и о финно-угорском (на основе существования речки Шантала на востоке Архангельской области) происхождении слова.
Из уст местного чувашского населения, фольклорное происхождение названия гидронима связано с чувашским словом Шăнталлă — от шăнта — и аффикса -лă , переводится буквально как «заставляющая мёрзнуть» ; связано это с тем, что в неё впадало множество холодных родниковых вод. Пример аналогичных названий чувашских поселений: Шăн-кас, Шăнкасси, Шăнаю, Шăнкăла, Шĕнтĕ, Шĕнтреш и пр. Названия гидронимов с аффиксом -лă: Хăмăшлă (Камышовая), Уксăмлă (Чесночная) и пр. ).

## Население
| 2010 |
| ---- |
| 558  |